# Dionisio Szécsi

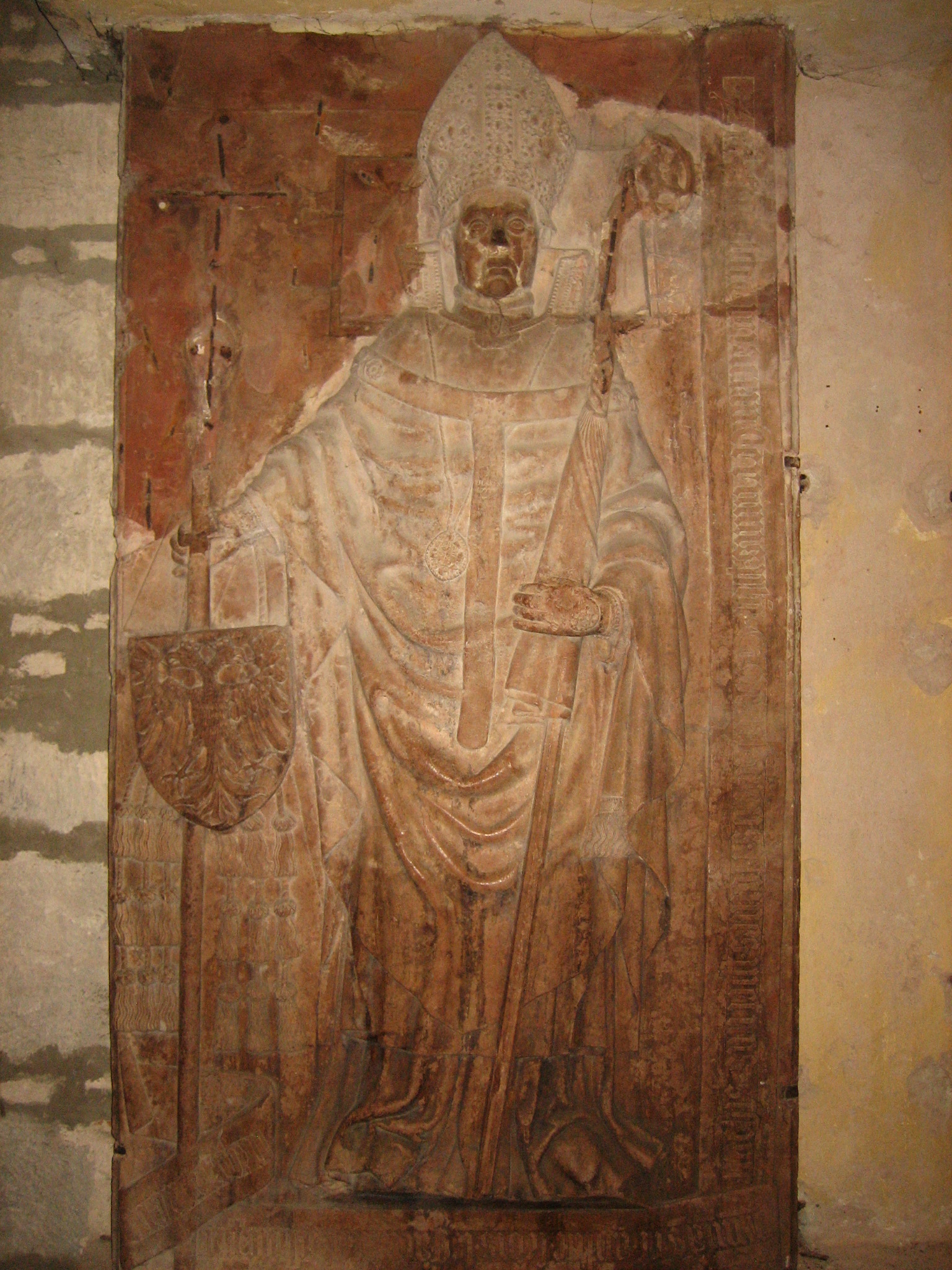
Dionisio Szécsi, arzobispo de Esztergom. Placa de piedra de su ataúd.

Dionisio Szécsi o Dionisio Szechy de Felsőlendva (en húngaro: Szécsi Dénes) (Felsőlendva, 1410 – Esztergom, 1 de febrero de 1465) cuadragésimo cuarto arzobispo de Esztergom (1440–1465), cardenal húngaro. Fue él quien coronó a los reyes de Hungría Ladislao V, Vladislao I y Matías Corvino.

## Biografía

### Inicios de su carrera eclesiástica
Dionisio comenzó su carrera eclesiástica proviniendo de dos influyentes familias húngaras aristocráticas, como hijo de Nicolás Széchy de Felsőlendva, Nádor de Hungría (1385–1387), y de Helena Garai, hija de Nicolás Garai (c. 1359-1386). A partir de 1426 estudió en la universidad de Viena, y desde 1433 en Boloña, donde en 1434 se graduó de doctor en derecho canónigo. Continuó sus estudios en Padua y en 1438 fue elegido obispo de Nitra en el resono húngaro, confirmación recibida del papa Eugenio IV el 20 de abril de ese mismo año, quien pronto lo transfirió a la cabeza del obispado de Eger el 5 de julio.
En octubre de 1439 murió repentinamente el rey Alberto de Hungría y casi de inmediato tomó posición al lado de la reina viuda Isabel de Luxemburgo (hija del fallecido rey Segismundo de Hungría, posteriormente también rey de Bohemia y emperador germánico) que se encontraba embarazada. Isabel hizo la petición al Papa Eugenio que nombrase cardenal a Dionisio Szécsi, pues en mayo de ese mismo año había muerto Jorge de Pálócz, el arzobispo de Estrigonia, quien era el único que tenía el derecho de coronar al rey húngaro. La reina viuda era hija de Bárbara de Celje, cuya hermana, Ana de Celje estaba casada con Nicolás Garai, tío materno de Szécsi, lo cual establecía cierta relación de parentesco entre las dos personalidades y sin duda pudo haber motivado a Isabel a hacer elegir arzobispo al obispo de Eger. Por insistencia de la reina, el Papa nombró al obispo Dionisio arzobispo de Estrigonia el 15 de febrero de 1440, por lo cual pudo coronar al pequeño hijo de Isabel nacido el 22 de febrero de 1440, en la basílica real de Székesfehérvár a finales de febrero como Ladislao V de Hungría.
Al poco tiempo después de esto, en mayo arribó el joven rey polaco Vladislao III Jagellón, pues una facción de la nobleza húngara que se oponía a la reina viuda no veía con buenos ojos que el trono fuese ocupado por un rey infante y regentes: la amenaza del Imperio otomano estaba muy cercana y necesitaban un monarca adulto que pudiese coordinar la defensa del reino.
Dionisio Szécsi y su primo Ladislao Garai tras ser capturados, fueron forzados a declarar su lealtad al recién llegado, y el 17 de julio el arzobispo húngaro coronó al joven polaco como Vladislao I de Hungría en Székesfehérvár, pero no lo hizo con la Santa Corona Húngara, pues esta se hallaba en poder de la reina Isabel, quien se había marchado temiendo por su seguridad y la de su hijo. Tomando la corona de un relicario del rey San Esteban de Hungría, Dionisio llevó a cabo la coronación de Vladislao y se alió con el importante conde húngaro Juan Hunyadi, quien era un excelso campeador que luchaba contra los turcos.

### Partidario de los Hunyadi
Los siguientes cuatro años transcurrieron caracterizados por constantes guerras y enfrentamientos contra los turcos que cada vez más se acercaban peligrosamente a las fronteras del reino. Vladislao no volvió más a Polonia, y junto a Juan Hunyadi obtuvo varias victorias contra los ejércitos del sultán. Sin embargo, en 1444 se sucedió la batalla de Varna, en territorio búlgaro, donde el rey murió en combate y Hunyadi a penas consiguió escapar. Si bien Vladislao había muerto, el reino aún tenía un rey, Ladislao V, solo que este tenía solamente 4 años de edad. Desde luego que los conflictos internos surgidos tras este acontecimiento fueron cada vez más agudos y Szécsi se mantuvo firme del lado de Hunyadi, también atacando intensamente a los husitas, que complicaban la situación más aún al norte del reino. Hábilmente Hunyadi consiguió ser nombrado regente de Hungría (1446-1452), conduciendo la política y ejércitos húngaros durante la minoría de edad del rey Ladislao V.
Por su cargo de cardenal, Dionisio tomó parte en los cónclaves para la elección del papa Nicolás V en 1447, en 1455 en la de Calixto III y en 1458 en la de Pio II. Como arzobispo en 1450 preparó y condujo un concilio en Estrigonia, el cual sirvió para restituir la disciplina y celibato entre los monjes. En 1452 el papa Nicolás V otorgó derechos de primado eclesiástico a la figura del arzobispo de Estrigonia, nombrándolo también embajador de la Santa Sede. En 1453 Dionisio mandó a reconstruir la basílica de Estrigonia decorándola con exquisitos motivos renacentistas italianos y para su manutención donó 8 mil florines. 
Alcanzando la mayoría de edad, el rey Ladislao V, relevó de su cargo de regente a Juan Hunyadi en 1452 y decidió tomar el control amparado por su pariente el conde Ulrico II de Celje, quien era adversario de los Hunyadi. Sin embargo, en 1456 Juan Hunyadi murió por la peste luego de haber ganado la batalla de Belgrado en contra de los turcos, por lo cual Szécsi tuvo que obrar cuidadosamente, pues Ladislao Hunyadi, hijo del fallecido regente se convirtió en el más influyente noble del reino tras la muerte de su padre. Pero una serie de confusos eventos en la ciudad de Belgrado condujeron al asesinato de Ulrico de Celje y posteriormente a la ejecusión de Ladislao Hunyadi. Tras esto, temiendo por su seguridad, el rey Ladislao V se marchó a Praga con Matías Hunyadi, el hermano menor del ejecutado, dejando al reino en caos.
El conde Miguel Szilágyi, tío de Matías, finalmente consiguió negociar en 1458 la liberación del joven, luego de que el rey Ladislao V hubiese muerto en noviembre de 1457, presuntamente envenenado. Manteniendo su postura partidaria de los Hunyadi,  Dionisio Szécsi coronó a Matías Corvino como rey de Hungría el 24 de enero de 1458, permaneciendo a su lado el resto de los próximos 7 años.
Murió en 1465 y fue enterrado en Esztergom. Le sucedió en la silla arzobispal el obispo Juan Vitéz, quien fue el tutor y maestro del rey Matías Corvino.